# Ангинский район
Ангинский район — район, существовавший в Иркутской области РСФСР. Образован указом Президиума Верховного Совета РСФСР 12 марта 1946 года путём выделения из территории Качугского района. В состав район вошли сельсоветы Ангинский, Бирюльский, Больше-Головский, Больше-Тарельский, Больше-Улунский, Бутаковский, Вершино-Тутурский, Заложный, Косогольский, Кузнецовский, Курунгуйский, Тарейский и Чептыхойский. Центром района стало село Анга.
К 1 января 1948 года район включал 13 сельсоветов: Ангинский, Бирюльский, Больше-Головский, Больше-Тарельский, Больше-Улунский, Бутаковский, Заложный, Косогольский, Кузнецовский, Курунгуйский, Тарайский, Тутуро-Очеульский и Чептыхойский.
В районе издавалась газета «Колхозный путь».
На основании указа Президиума Верховного Совета РСФСР от 15 июля 1953 года Ангинский район вновь был присоединён к Качугскому району.